# Angela (Schiff, 1952)
Angela war der Name eines Fahrgastschiffes, das jahrzehntelang auf den Berliner Gewässern im Einsatz war, ehe es nach Tschechien verkauft wurde.

## Geschichte
Die Angela lief nach Aussage ihres einstigen Schiffsführers Dominik Seidel 1951 vom Stapel und wurde nach der Frau des Erbauers und ersten Betreibers Hans Liptow benannt. Liptow, so Seidel, verkaufte die Angela an die Reederei A. Vogt und 2006 ging das Schiff laut Seidel in den Besitz der Union-Reederei über. Laut Dieter und Helga Schubert wurde das Schiff aber ab 2006 „mit neuer Innenausstattung“ von der Reederei Wilfried Vogt als Restaurant- und Charterschiff genutzt und hatte von 1977 bis 2005 zur Reederei Siegfried Pfeifer gehört.

## Das Schiff
Günter Benja gab 1975 möglicherweise gerundete Werte an, als er schrieb, die Angela sei 22,5 Meter lang und 4 Meter breit und habe einen Tiefgang von 0,8 Metern. Laut Benja war das Schiff, für das er das Baujahr 1952 notierte, mit einem 130-PS-Motor ausgestattet und konnte damit eine Geschwindigkeit von 16 km/h erreichen. Es durfte laut Benja 150 Fahrgäste befördern. Als Betreiber nennt Benja die Reederei A. Vogt in Berlin-Konradshöhe, Steinadlerpfad 13.
Im Binnenschifferforum wird neben anderen Quellen auch Heinz Trost zitiert, laut dem das Schiff einst mit einem LKW-Dieselmotor von Büssing mit 150 PS ausgestattet war. Laut Trost wurde die Angela 1969 an August Vogt verkauft.
Groggert schließlich gibt an, dass das Schiff im Jahr 1953, als es bei Liptow im Einsatz war, eine Zulassung zur Beförderung von 125 Personen hatte. Neben der Angela habe Liptow damals auch noch die beiden kleineren Fahrzeuge Odin und Cäsar betrieben. Die 22,26 Meter lange und 4,01 Meter breite Angela habe Liptow 1952 gebaut. 1968 habe sie 150 Personen befördern dürfen und sei bereits – neben der Feen-Grotte – im Besitz der Reederei A. Vogt gewesen. 1987 war die Angela laut Groggert das einzige Schiff der Reederei Siegfried Pfeiffer [sic!]; auch damals durften mit dem Schiff laut Groggert 150 Personen befördert werden. Die Angaben zu den Maßen 1987 weichen nicht von Groggerts früheren Angaben ab.
Im Jahre 2008 übernahm die Berliner Reederei Eddyline das Schiff und setzte es für Rundfahrten vom Anleger Greenwichpromenade am Ostufer des Tegeler Sees ein. Es erhielt den für Eddyline typischen roten Farbanstrich.

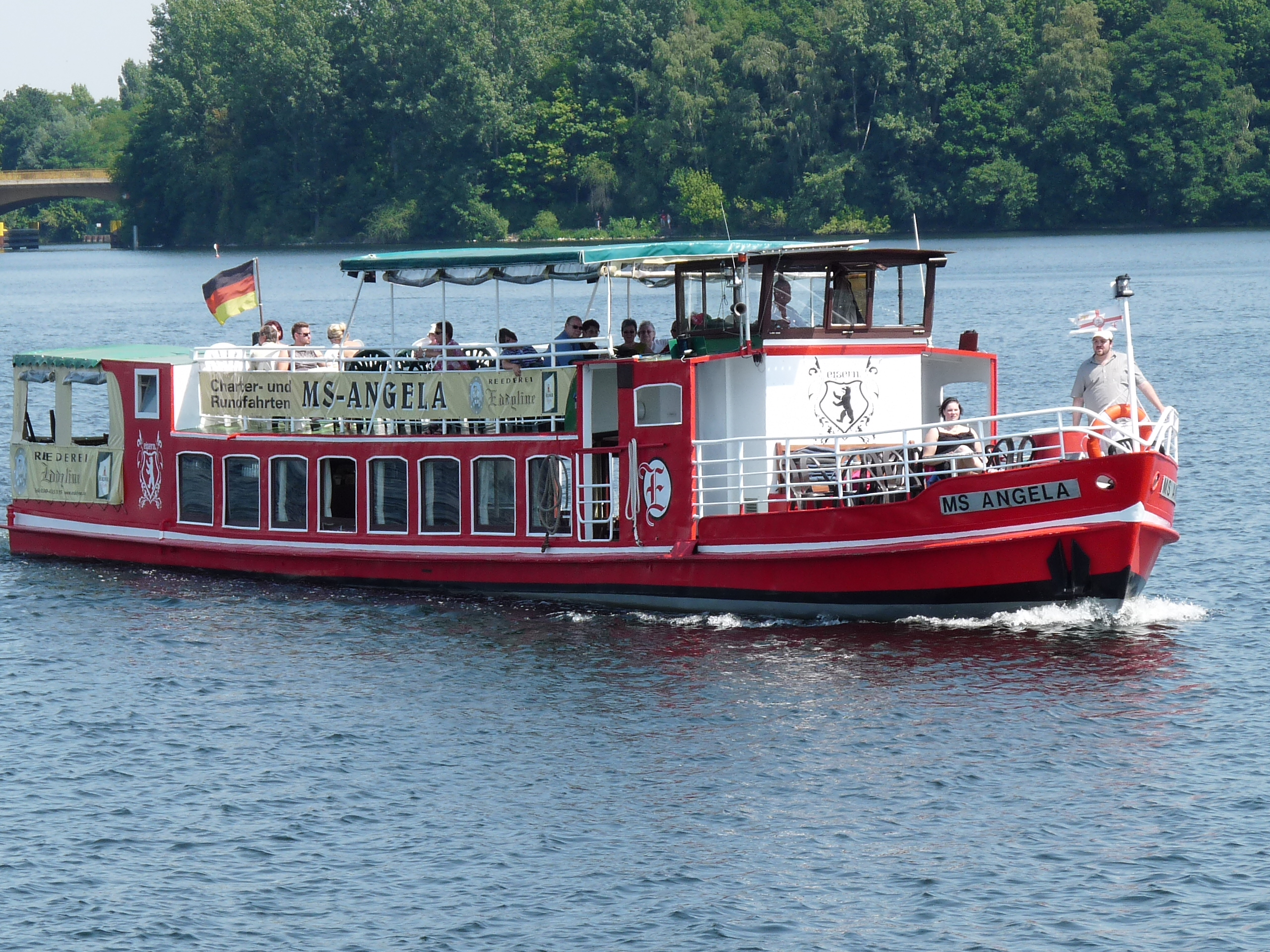
Angela Im Jahr 2010 bei Eddyline

 2014 kaufte laut Seidel die Reederei Lüdicke das Schiff, baute es um und motorisierte es neu. Das war aber nicht die erste Veränderung, die das Schiff erfahren hatte. Schon 1977 soll es um fünf Meter verlängert worden sein und dadurch Platz für 75 Fahrgäste gewonnen haben, so Seidel. Möglicherweise waren bei dieser Aussage zusätzliche 75 Fahrgäste gemeint. Die Zahlen- und Maßangaben in den verschiedenen Quellen weichen jedenfalls voneinander ab: Dieter und Helga Schubert gaben 2007 an, das Schiff sei im Jahr 1952 gebaut worden, 22,26 Meter lang und 4,01 Meter breit. Zugelassen war es damals laut Dieter und Helga Schubert für die Beförderung von 100 Personen. Dieter Schubert hatte sieben Jahre zuvor das Schiff schon in seinem Buch Deutsche Binnenfahrgastschiffe aufgeführt. Damals hatte er noch angegeben, das Schiff sei bereits 1947 gebaut, aber 1949 und 1952 verlängert und verbreitert worden. All diese Arbeiten seien bei Liptow in Tegel vorgenommen worden. Die Maße des Schiffes gab Schubert im Jahr 2000 noch mit 22,52 Metern Länge, 4,07 Metern Breite und 1,07 Metern Tiefgang an; das Schiff war damals Schuberts Daten zufolge mit einem 150-PS-Motor ausgestattet und durfte 100 Personen befördern.
Laut Aufschrift am Schiff war die Angela im Jahr 2015 25,52 Meter lang, 4,04 Meter breit und für 75 Personen zugelassen.
In der Zeit bei der Reederei Lüdicke fuhr die Angela während der Saison täglich im Linienverkehr vom Spandauer Lindenufer über das Regierungsviertel bis zur Friedrichstraße.
Die Reederei Lüdicke hatte sich bewusst zum Betrieb eines nostalgischen Schiffes entschieden. Neben der Angela besaß sie im Jahr 2017 auch die noch wesentlich ältere Heiterkeit. 2019 trennte sie sich aber von der Angela und verkaufte sie nach Tschechien, weil zu viele Umbauten nötig gewesen wären, um die Vorgaben für den Klimaschutz zu erfüllen. Als Ersatz wurde das Fahrgastschiff Havelglück ex Havelland angeschafft. Außerdem waren damals noch die Wappen von Spandau und die Heiterkeit im Besitz der Reederei. Die ehemalige Angela wurde in Tschechien zum Charterschiff Sv. Anna.

## Trivia
In dem zweiteiligen Film Die großen und die kleinen Wünsche aus dem Jahr 2007 war die Angela als Carina, ein Fahrgastschiff aus dem Jahr 1908, zu sehen. Die Phoenix, das zweite Schiff der fiktiven Reederei Wünsche, war die Feen-Grotte.